# 제75연대 연대직할수색중대

제75연대 연대직할수색중대(영어: 75th Ranger Regiment - Regimental Reconnaissance Company; RRC)는 제75레인저연대의 연대직할특수병력대대(STB) 산하의 중대로, 미군의 합동특수작전사령부에 소속된 티어 1 정예 특수부대다.